# Sliven
Sliven (în bulgară Сливен) este un oraș în Obștina Sliven, Regiunea Sliven, Bulgaria.

## Demografie
Componența etnică a orașului Sliven
     Turci (2,87%)
     Bulgari (75,15%)
     Romi (6,18%)
     Nicio identificare (14,27%)
     Altele (1,51%)
La recensământul din 2011, populația orașului Sliven era de 91.620 locuitori. Din punct de vedere etnic, majoritatea locuitorilor (75,15%) erau bulgari, existând și minorități de romi (6,18%) și turci (2,87%). Pentru 14,27% din locuitori nu este cunoscută apartenența etnică.
În orașul și regiunea Sliven este din timpuri imemoriale un important centru al locuirii românilor sudici.
Personalități:
Anton Pann, poet, profesor și compozitor de muzică religioasă, protopsalt, folclorist, literat, publicist, compozitor al muzicii imnului național al României. S-a nascut în Sliven, în anul 1796 (1798?) si a murit in anul 1854.

## Personalități născute aici
- Anton Pann (1796 – 1854), scriitor, folclorist român.
- Azis (n. 1978), cântăreț pop-folk.